# Сабурова, Тохта
Тохта Сабурова (туркм. Togta Sabirowa) — советский хозяйственный, государственный и политический деятель, Герой Социалистического Труда.

## Биография
Родилась в 1933 году на территории Ильялинского района Туркменской ССР. Член КПСС.
С 1947 года — на хозяйственной, общественной и политической работе. В 1947—1990 гг. — рядовая колхозница, звеньевая комсомольско-молодёжного звена колхоза «Коммунизм» Ильялинского района Ташаузской области Туркменской ССР, ответработник исполкома Ильялинского районного Совета депутатов трудящихся, председатель исполкома Тахтинского районного Совета депутатов трудящихся Ташаузской области Туркменской ССР.
Указом Президиума Верховного Совета СССР от 30 июля 1951 года за получение высокого урожая хлопка на поливных землях в 1950 году присвоено звание Героя Социалистического Труда с вручением ордена Ленина и золотой медали «Серп и Молот».
Делегат XXVII съезда КПСС.
С 1990 года - персональный пенсионер союзного значения.
Умерла в Туркмении после 1990 года.